# Tall Dżadid
Tall Dżadid (arab. تل جديد) – miejscowość w Syrii, w muhafazie Hama. W 2004 roku liczyła 1230 mieszkańców.